# Barbra Streisand...and Other Musical Instruments
Barbra Streisand...and Other Musical Instruments (também chamado apenas And Other Musical Instruments) é o décimo quarto álbum de estúdio da cantora americana Barbra Streisand. Foi lançado em 2 de novembro de 1973, pela Columbia Records, após um especial de televisão homônimo e lançado no mesmo ano, criado para modernizar a imagem e o som da cantora. 
A world music é o principal gênero musical, e os instrumentos musicais utilizados nos arranjos são dos mais variados; até mesmo utensílios de cozinha foram usados para criar melodias e batidas. A maioria das faixas são versões cover e outras são do repertório do início de sua carreira. Seu empresário, Martin Erlichman, foi creditado como o único produtor executivo. 
A opinião da crítica foi mista, a revista Billboard gostou do tom e dos vocais de Streisand, mas outros veículos de imprensa o consideraram "esquecível".  
O desempenho nas paradas de sucesso foi abaixo dos de seus discos anteriores e tornou-se um dos cinco álbuns de estúdio  de sua carreira a não receber uma certificação da Recording Industry Association of America. 
O lançamento no formato compact disc ocorreu em 1989.

## Produção e lançamento
Barbra Streisand...and Other Musical Instruments foi desenvolvido a partir do premiado especial de televisão homônimo, exibido em 1973. Originalmente, Streisand tinha a ideia de ser acompanhada por vários dos "maiores músicos do mundo", sendo eles: Pablo Casals, Isaac Stern e James Galway, mas ao vez disso, a Columbia Records a fez cantar músicas de diferentes países e selecionar um músico renomado para trabalhar no projeto, sendo o escolhido o cantor americano Ray Charles. Gravado em Londres, o lançamento ocorreu vários meses após sua finalização.
Allison J. Waldman, autora de The Barbra Streisand Scrapbook, afirmou que o visual da cantora foi elaborado a fim de "atualizar sua imagem e sua música" tornando-se atraente para o público em geral. A promoção incluiu anúncios que o descreveram como "a Barbra mais especial já registrada". A fotografia criada para a capa foi tirada e elaborada por Barão Wolman, enquanto Paul Perlow desenhou a capa interna e as notas do encarte.
Ao contrário dos especiais anteriores da cantora (com exceção de The Belle Of 14th Street), não houve lançamento no formato VHS, o que o tornou desconhecido para o grande público, até que em  29 de agosto de 2006, foi lançado no formato DVD, pela Rhino Entertainment, incluindo canções que não estão presentes na versão CD/LP, tais como: um medley de "Sing" e "Make Your Own Kind of Music", "Look What They've Done to My Song Ma", "Crying Time", um medley de "Sweet Inspiration" e "Where You Lead" e "On a Clear Day You Can See Forever". "Crying Time" foi um dueto com Ray Charles, e só seria incluído no catálogo de Streisand um ano depois, em uma versão revisada para seu décimo sexto LP de estúdio, ButterFly, de 1974.
O lançamento ocorreu em 2 de novembro de 1973, sendo esse seu décimo quarto disco de estúdio, e o primeiro desde Barbra Joan Streisand, de 1971. A versão  no formato CD, saiu em 24 de outubro de 1989 e a digital apareceu na iTunes Store, anos depois.

## Composição
Como um todo, a sonoridade é de world music, que tem influência de vários estilos e gêneros, incluindo: música africana, japonesa e espanhola, além de itens inusitado utilizados para criar arranjos nas músicas, como utensílios de cozinha. Streisand incluiu algumas canções de seus predecessores, como o medley de "Sweet Inspiration" e "Where You Lead", que foi incluído anteriormente no Live Concert at the Forum (1972), e músicas dos anos de 1960, como: "I've Got Rhythm", "Glad to Be Unhappy" e "By Myself". O empresário de Streisand, Martin Erlichman, foi creditado como o único e produtor executivo.
A primeira música é "Piano Practicing", uma adaptação musical do escritor e pianista americano Lan O'Kun para a composição clássica Paradisi. Uma versão com raga de "I Got Rhythm", de George Gershwin e Ira Gershwin o sucede, seguido por um medley de samba consistindo por "Johnny One Note" e "One Note Samba". A quarta e a sétima faixas "Glad to Be Unhappy" e "Don't Rain on My Parade", respectivamente, contêm ritmos e melodias "distorcidas". Uma nova versão de "People", do álbum homônimo de 1964, contém influências de música turca e armênia. Após "Don't Ever Leave Me", surge uma faixa falada por Streisand intitulada "Monologue", que apresenta diálogos da cantora exibidos durante o especial de televisão ao vivo. "I Never Has Seen Snow", escrito por Harold Arlen e Truman Capote, precede "Lied", de Franz Schubert, originalmente intitulada de "Auf dem Wasser zu singen". As duas últimas faixas são o medley de "The World Is a Concerto" e "Make Your Own Kind of Music", e "The Sweetest Sounds", que traz um refrão "angelical".

## Recepção crítica
| Críticas profissionais | Críticas profissionais |
| Avaliações da crítica  | Avaliações da crítica  |
| Fonte                  | Avaliação              |
| ---------------------- | ---------------------- |
| AllMusic               | [ 17 ]                 |
| Entertainment Weekly   | D                      |
| Manchete               | Favorável              |

A recepção dos críticos de música foi mista. No artigo "Top Album Picks", da revista Billboard, apareceu na coluna "Destaque", na qual o crítico fez elogios, ao dizer que os "tons finos e o poder majestoso de Streisand  são puro entretenimento"; ele selecionou "Glad to Be Unhappy" como uma das melhores baladas de sua carreira. William Ruhlmann, do site AllMusic deu três estrelas de cinco, e o chamou de "mais enigmático do que inventivo" bem como "[um] passo em falso esquecível". Ele considerou o medley de "The World Is a Concerto" e "Make Your Own Kind of Music" estranho, porque sua instrumentação consistia de sons criados por eletrodomésticos. Concluindo, Ruhlmann afirmou que o lançamento do single de Streisand de "The Way We Were" ajudou a apagar qualquer publicidade, o que ele considerou uma coisa boa.
Jim Farber, da revista Entertainment Weekly, foi crítico e deu uma nota "D". Embora tenha chamado de "boa ideia", ele achou um disco desnecessário e afirmou, "nós realmente precisamos de uma versão em espanhol de 'Don't Rain on My Parade'?". O autor Waldman escreveu que o fato de não ter obtido sucesso, foi devido a cantora ser "diminuída pela superprodução"; além disso, ela sentiu que o dueto de Streisand com Ray Charles deveria ter sido incluído na prensagem inicial, e observou que "nenhuma música nova foi adicionada". Ela afirmou que "a mensagem era clara para Streisand ... siga em frente".
Flávio Marinho da revista brasileira Manchete, fez uma crítica favorável e escreveu que "embora a variedade de instrumentos ouvidos no disco seja imensa - nada menos de 150 - a verdadeira orquestra, inegavelmente, é mesmo a voz de Barbra".

## Desempenho comercial
Sem sucesso comercial, é menos vendido de Streisand e um entre os cinco de sua carreira  a não ser certificado pela Recording Industry Association of America (os outros três são What About Today? (1969), What Matters Most (2011) e Encore: Movie Partners Sing Broadway (2016) e Walls (2018)). Nos Estados Unidos, estreou na Billboard 200 na posição de número 146, na semana que terminou em 24 de novembro de 1973. Em duas semanas, ele subiu 71 posições para o número 75, antes de atingir sua posição de pico, no número 64, em 22 de dezembro, Ao todo permaneceu um total de dezesseis semanas consecutivas na parada. Paul Grein, redator da coluna "Chart Beat", da Billboard, observou que foi um dos poucos lançamentos de Streisand a não aparecer entre as quinze primeiras posições da parada. Na parada de sucessos do Canadá, compilada pela revista RPM, apareceu no número oitenta e um, em 1 de janeiro de 1974. No entanto, caiu para o número oitenta e oito na semana seguinte, e em 2 de fevereiro de 1974, atingiu a posição de número oitenta, sua parição final na tabela, totalizando quatro semanas na tabela.

## Lista de faixas
Todas as faixas produzidas por Martin Erlichman, créditos adaptados do encarte do LP e do DVD de Barbra Streisand...and Other Musical Instruments.
| Barbra Streisand…and Other Musical Instruments – Standard edition |                                                         |                                                                                           |         |  |
| N.º                                                               | Título                                                  | Compositor(es)                                                                            | Duração |  |
| 1.                                                                | "Piano Practicing"                                      | Lan O'Kun (music de Pietro Domenico Paradisi from Sonata VI in A Major, movement Allegro) | 2:27    |  |
| 2.                                                                | "I Got Rhythm"                                          | George Gershwin Ira Gershwin                                                              | 1:24    |  |
| 3.                                                                | "Johnny One Note / One Note Samba"                      | Lorenz Hart Richard Rodgers A.C. Jobim Newton Mendonça Jon Hendricks                      | 3:40    |  |
| 4.                                                                | "Glad to Be Unhappy"                                    | Rodgers Hart                                                                              | 2:43    |  |
| 5.                                                                | "People"                                                | Jule Styne Bob Merrill                                                                    | 1:51    |  |
| 6.                                                                | "Second Hand Rose"                                      | Grant Clarke James F. Hanley                                                              | 0:16    |  |
| 7.                                                                | "Don't Rain on My Parade"                               | Styne Merrill                                                                             | 3:41    |  |
| 8.                                                                | "Don't Ever Leave Me"                                   | Jerome Kern Oscar Hammerstein II                                                          | 0:41    |  |
| 9.                                                                | "Monologue" (Dialogue)                                  |                                                                                           | 0:46    |  |
| 10.                                                               | "By Myself"                                             | Howard Dietz Arthur Schwartz                                                              | 1:54    |  |
| 11.                                                               | "Come Back to Me"                                       | Alan Jay Lerner Burton Lane                                                               | 1:38    |  |
| 12.                                                               | "I Never Has Seen Snow"                                 | Harold Arlen Truman Capote                                                                | 5:07    |  |
| 13.                                                               | "Lied: Auf Dem Wasser Zu Singen"                        | Franz Schubert                                                                            | 1:32    |  |
| 14.                                                               | "The World Is a Concerto / Make Your Own Kind of Music" | Ken Welch Mitzie Welch Barry Mann Cynthia Weil                                            | 4:02    |  |
| 15.                                                               | "The Sweetest Sounds"                                   | Rodgers                                                                                   | 2:55    |  |
| Duração total:                                                    | Duração total:                                          | Duração total:                                                                            | 34:37   |  |

| Barbra Streisand...and Other Musical Instruments – 2006 DVD edition |                                                                        |         |  |
| N.º                                                                 | Título                                                                 | Duração |  |
| 1.                                                                  | "Sing / Make Your Own Kind of Music"                                   |         |  |
| 2.                                                                  | "Piano Practicing"                                                     |         |  |
| 3.                                                                  | "I Got Rhythm / Johnny One Note / One Note Samba / Glad to Be Unhappy" |         |  |
| 4.                                                                  | "People / Second Hand Rose / Don't Rain on My Parade"                  |         |  |
| 5.                                                                  | "Don't Ever Leave Me"                                                  |         |  |
| 6.                                                                  | "Mogologue" (Dialogue)                                                 |         |  |
| 7.                                                                  | "By Myself"                                                            |         |  |
| 8.                                                                  | "Come Back to Me"                                                      |         |  |
| 9.                                                                  | "Look What They've Done to My Song Ma"                                 |         |  |
| 10.                                                                 | "Crying Time" (with Ray Charles)                                       |         |  |
| 11.                                                                 | "Sweet Inspiration / Where You Lead"                                   |         |  |
| 12.                                                                 | "Lied: Auf Dem Wasser Zu Singen"                                       |         |  |
| 13.                                                                 | "I Never Has Seen Snow"                                                |         |  |
| 14.                                                                 | "On a Clear Day You Can See Forever"                                   |         |  |
| 15.                                                                 | "The World Is a Concerto / Make Your Own Kind of Music"                |         |  |
| 16.                                                                 | "The Sweetest Sounds"                                                  |         |  |
| Duração total:                                                      | Duração total:                                                         | 52:00   |  |

## Tabelas

### Tabelas semanais
| Tabela musical (1969)          | Melhor posição |
| ------------------------------ | -------------- |
| Canadá (RPM)                   | 80             |
| Estados Unidos (Billboard 200) | 64             |